# Escenes d'una orgia a Formentera
Escenes d'una orgia a Formentera és una comèdia de Francesc Bellmunt, rodada a Barcelona i a Formentera l'any 1995.

## Sinopsi
Després d'haver assolit l'èxit i el reconeixement artístic dalt dels escenaris, Joan Barnat ha abandonat definitivament el teatre per a dedicar-se només a la televisió. El seu comportament frívol i disbauxat li fan perdre el control de la situació i s'obsessiona en deixar la feina a la tele i dedicar-se a la recerca de la Leyla, un vell amor que va conèixer a Formentera als anys setanta en una fabulosa orgia hippy. La Rosa Grau, que és la realitzadora del programa i també la seva dona, convenç al patrocinador i als col·laboradors que la millor manera de salvar el programa concurs és organitzar una falsa orgia a Formentera i aconseguir, amb la catarsi, que en Joan recuperi el seny i ells conservin la feina.

## Repartiment
- Rosa Maria Sardá
- Joaquim Kremel
- Helena Pérez-Llorca
- Emilio Gutiérrez Caba
- Mercè Lleixa[4]